# بوتارو سيباروني
بوتارو سيباروني منطقة من المناطق الداخلية في غيانا. يحدها من الشمال منطقة كويون مازاروني، ومن الشرق منطقة أوت ديمارارا بيربيس وشرق بيربيس كورتين، ومن الجنوب منطقة هوت تاكوتو هوت إيسيكويبو ومن الغرب البرازيل.

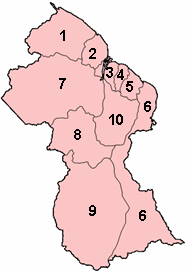